# Keelamanjakudi
Keelamanjakudi es una ciudad censal situada en el distrito de Pudukkottai en el estado de Tamil Nadu (India). Su población es de 6274 habitantes (2011). Se encuentra a 61 km de Pudukkottai y a 92 km de Thanjavur.

## Demografía
Según el censo de 2011 la población de Keelamanjakudi era de 6274 habitantes, de los cuales 3226 eran hombres y 3048 eran mujeres. Keelamanjakudi tiene una tasa media de alfabetización del 80,10%, superior a la media estatal del 80,09%: la alfabetización masculina es del 86,62%, y la alfabetización femenina del 73,23%.